# Павло (Дмитровський)
Павло́ Дмитро́вський (в миру Павло Дмитровський; 27 січня 1872, село Велика Білозерка, Мелітопольський повіт, Таврійська губернія - 2 лютого 1946, Таллінн, Естонія) —  настоятель Борисоглібської церкви села Астраханка (нині Мелітопольський район Запорізької області), член Сімферопольської училищної Ради, священик парафій Таврійської єпархії, архієпископ Таллінський і Естонський, єпископ Православної церкви Росії.

## Біографія
Народився 15 (27) січня 1872 року в селі Велика Білозерка Мелітопольського повіту Таврійської губернії в родині псаломщика.
Після закінчення початкової школи вступив до Сімферопольського духовного училища. Потім навчався у Таврійській духовній семінарії, закінчивши її в 1894 році за першим розрядом.
У вересні 1895 переведений завідувачем училища в селі Велика Білозерка Мелітопольського повіту.
У 1896 року одружився і 5 травня того ж року висвячений у сан диякона, 6 травня - на священика і призначений на посаду настоятеля Борисоглібської церкви села Астраханка.
У 1899 році через хворобу дружини перевівся до Криму, в село Зуя Сімферопольського повіту, де займав також посаду члена Сімферопольської училищної Ради і був законовчителем кількох шкіл. У 1901 році овдовів.
Після цього служив на парафіях Таврійської і Петербурзької єпархій, був слідчим консисторії.
З 1908 по 1911 рік був вільним слухачем Санкт-Петербурзької духовної академії.
9 березня 1909 року призначений для здійснення богослужінь в Іоанно-Богословську церкву, що знаходилася в селі Іванівському Ямбурзького повіту Санкт-Петербурзької губернії. Тут він служив священиком і виконував обов'язки законоучителя земського училища до 1917 року.
З початком Першої світової війни за пропозицією протопресвітера військово-морського духовенства подав прохання про переведення до військового відомства. З 25 квітня 1915 року по 8 серпня 1918 року служив в Кронштадті судновим священиком Балтійського флоту на госпітальному судні «Миколаїв», одночасно працював законовчителем Кронштадтської школи юнг і двох гімназій у місті. Пішов з військового флоту за власним бажанням з огляду на майбутню ліквідацію корабля.
З серпня 1918 до липня 1919 року виконував обов'язки парафіяльного священика в Успенській церкві, що знаходилася на станції Струги Білі Варшавської залізниці, недалеко від міста Луги.
У липні-серпні 1919 року він став парохом в Кренгольмській Воскресенській церкві (Естонія).
З 1 вересня 1919 року розпочав службу в Нарвському Спасо-Преображенському соборі позаштатним священиком.
Був законовчителем Нарвських гімназій і член Нарвської Єпархіальногої Ради (Естонська апостольська православна церква).
На початку 1921 року другу священицьку вакансію в соборі закрили. І лише 1 червня 1922 року отець Павло був відновлений на посаді другого священика за вільним наймом. Через два роки, 22 лютого 1925 року, він був затверджений Митрополитом Таллінським і всієї Естонії Александером Паулусом на штатну посаду другого священика собору.
У 1926 році возведений у сан протоієрея.
Викладав Закон Божий в Нарвській приватній об'єднаній середній школі Комітету російських емігрантів.
Влітку 1937 року загальноцерковними зборами обраний, а 3 жовтня 1937 року в Спасо-Преображенському соборі в Нарві був висвячений на єпископа Нарвського.
У початку 1941 року, коли Естонію зайняли німці, возз'єднався з Московською Патріархією та зберіг вірність.
21 грудня 1942 року указом екзарха Прибалтики митрополита Сергія Воскресенського зведений в сан архієпископа.
Учасник Помісного собору Російської православної церкви 31 січня - 4 лютого 1945 року. 
16 квітня 1945 року указом Патріарха Московського і всієї Русі Алексія I призначений архієпископом Естонським і Таллінським.
Помер 2 лютого 1946 року. Похований на Олександро-Невському цвинтарі Таллінна.